# Saint-Julien-la-Geneste
Saint-Julien-la-Geneste – miejscowość i gmina we Francji, w regionie Owernia-Rodan-Alpy, w departamencie Puy-de-Dôme.
Według danych na rok 1990 gminę zamieszkiwało 127 osób, a gęstość zaludnienia wynosiła 11 osób/km² (wśród 1310 gmin Owernii Saint-Julien-la-Geneste plasuje się na 717. miejscu pod względem liczby ludności, natomiast pod względem powierzchni na miejscu 759.).